# Lyell Island
Lyell Island (Haida Athlii Gwaii) ist eine Insel in den westlichen Randgewässern der Hecate-Straße, in den nordwestlichen Küstengewässern der kanadischen Provinz British Columbia. Sie gehört zur Inselgruppe  Haida Gwaii und liegt administrativ im North Coast Regional District.
Traditionell ist die Insel Siedlungs- und Jagdgebiet der First Nations, hier der Haida und gehört grundsätzlich vollständig zum Gwaii-Haanas-Nationalpark. 1985 und damit noch vor der Gründung des Nationalparks war die Insel Schauplatz von Protesten der Haida und anderer, zu denen auch Bill Reid und später auch der Abgeordnete des kanadischen Unterhauses Svend Robinson gehörte, die sich gegen eine Fällaktion von old-growth forest durch das Forstunternehmen Western Forest Products. Die Proteste dauerten rund 3 Monate an und es wurden mehr als 70 Demonstranten durch die Royal Canadian Mounted Police festgenommen. Während der Proteste wurde am ehemaligen Standort eines größeren Dorfes und späteren Sommerfischerdorfs namens Hlk’yah Llnagaay an der Windy Bay (Haida Hlk’yah GawG̱a) ein Langhaus erbaut. Heute ist dort einer der Standort der „Haida Gwaii Watchmen“, ein Programm um Besuchern des Parks Kultur und Geschichte der Haida zu vermitteln. Die Proteste führten zum Abschluss von Abkommen zwischen den Haida und der kanadischen Bundesregierung, zuerst dem „South Moresby Memorandum of Understanding“ und später dem „South Moresby Agreement“, die dann später zur Gründung des Nationalparks führten.

## Geographie
Die stark zerklüftete Insel hat eine Fläche von 176 km² sowie einen Umfang von 130 km. Die Insel gehört zu den 150 größten Inseln Kanadas (129. Platz bei mehr als 50.000 Inseln) und damit auch zu den größten der Provinz (25. Platz).
Im Westen grenzt Lyell Island an Moresby Island, getrennt durch den Darwin Sound und nach Osten die an Hecate-Straße. Außerdem ist die Insel von weiteren kleinen und kleinsten Inseln umgeben.

## Namensherkunft
Die Insel wurde durch den Geographen George Mercer Dawson nach Charles Lyell, einem einflussreichen schottischen Geologen des 19. Jahrhunderts, benannt.